# Zoltán Halász
Zoltán Halász (Szekszárd, 23 de janeiro de 1960 – 9 de agosto de 2022) foi um ciclista húngaro que competiu no ciclismo nos Jogos Olímpicos de Verão de 1980, representando a Hungria.

## Morte
Zoltán morreu no dia 9 de agosto de 2022, aos 62 anos de idade.